# Challenger de Taipéi 2024
El torneo Santaizi ATP Challenger 2024 fue un torneo de tenis perteneció al ATP Challenger Tour 2024 en la categoría Challenger 75. Se trató de la 7ª edición; el torneo tuvo lugar en la ciudad de Taipéi (Taiwán), desde el 14 hasta el 19 de mayo de 2024 sobre pista dura al aire libre.

## Jugadores participantes del cuadro de individuales
| Preclasificado | País                     | Jugador           | Rank1 | Posición en el torneo |
| 1              | Bandera de Australia     | Max Purcell       | 84    | Cuartos de final      |
| 2              | Bandera de Australia     | James Duckworth   | 102   | Semifinales           |
| 3              | Bandera de Australia     | Adam Walton       | 111   | CAMPEÓN               |
| 4              | Bandera de Japón         | Yasutaka Uchiyama | 189   | Primera ronda         |
| 5              | Bandera de Australia     | Li Tu             | 194   | Segunda ronda         |
| 6              | Bandera de Corea del Sur | Hong Seong-chan   | 198   | Cuartos de final      |
| 7              | Bandera de Australia     | Omar Jasika       | 204   | Primera ronda         |
| 8              | Bandera de Francia       | Antoine Escoffier | 228   | Segunda ronda         |

- 1 Se ha tomado en cuenta el ranking del 6 de mayo de 2024.

### Otros participantes
Los siguientes jugadores recibieron una invitación (wild card), por lo tanto ingresan directamente al cuadro principal (WC):
- Ray Ho
- Huang Tsung-hao
- Yin Bang-shuo

Los siguientes jugadores ingresan al cuadro principal tras disputar el cuadro clasificatorio (Q):
- Alafia Ayeni
- Rémy Bertola
- Blake Ellis
- Nam Ji-sung
- Mukund Sasikumar
- James Trotter

## Campeones

### Individual Masculino
- Adam Walton derrotó en la final a  Illya Marchenko por 3–6, 6–2, 7–6(3)

### Dobles Masculino
- Ray Ho /  Nam Ji-sung derrotaron en la final a  Toshihide Matsui /  Kaito Uesugi por 6–2, 6–2